# Батюня, Александр Григорьевич
Алекса́ндр Григо́рьевич Батю́ня (2 июня 1898, дер. Курганы, Российская империя — 21 марта 1976, Ростов-на-Дону) — советский военачальник, генерал-полковник (18.02.1958 год).

## Биография
Родился в деревне Курганы — ныне Кировского района Могилёвской области Республики Белоруссия.
Служил в Русской императорской армии с 1916 года. В 1917 году окончил Псковскую школу прапорщиков. В чине прапорщика участвовал в Первой мировой войне, командир полуроты гренадерского полка Западного фронта.
В Красной Армии с ноября 1918 года. В Гражданскую войну А. Г. Батюня воевал на Западном фронте, командовал взводом, ротой, батальоном в 150-м стрелковом полку 17-й стрелковой дивизии (1918—1921 годы). В 1921 году окончил Высшие стрелковые повторные курсы комсостава в городе Смоленск.
После войны командир батальона, роты, помощник начальника штаба 5-го стрелкового полка, с ноября 1930 года — начальник отделения штаба 4-й стрелковой дивизии в Белорусском военном округе. По окончании Военной академии РККА имени М. В. Фрунзе с мая 1934 года служил в Московском военном округе — начальник 1-й части штаба 84-й стрелковой дивизии, а с марта 1938 года — начальник штаба 55-й стрелковой дивизии. С августа 1938 года — начальник штаба 39-я стрелковой дивизии 1-й Отдельной Краснознамённой армии на Дальнем Востоке. А с ноября того же года — командир 32-й стрелковой дивизии там же. В марте 1941 года назначен начальником штаба 48-го стрелкового корпуса Одесского военного округа.

## Участие в Великой Отечественной войне
Начало Великой Отечественной войны полковник Батюня встретил на этой должности. С 25 июля корпус в составе 9-й отдельной армии Южного фронта участвовал в приграничном сражении по восточному берегу реки Прут, отражал вместе с главными силами армии наступление румынских войск северо-западнее города Кишинёв.
С 21 августа по 1 сентября 1941 года — временно исполняющий должность командира этого корпуса, затем начальник штаба сформированной на его базе 6-й армии, входившей в состав сначала Южного, затем Юго-Западного фронтов. Участвовал в разработке и планировании боевых действий армии на левом берегу реки Днепр северо-западнее города Днепропетровск. 9 ноября 1941 года А. Г. Батюне присвоено звание генерал-майор.
С апреля 1942 года — заместитель командующего 6-й армией, которая в мае в составе Юго-Западного фронта участвовала в Харьковском сражении и попала в окружение. Части войск 6-й армии под командованием А. Г. Батюни удалось выйти из окружения.
В мае-июне 1942 года А. Г. Батюня — исполняющий должность командующего 57-й армии Юго-Западного фронта, войска которой вели тяжёлые оборонительные бои южнее и юго-восточнее города Лозовая на реках Северский Донец и Дон, после чего были выведены в резерв фронта.
С июля А. Г. Батюня — начальник штаба 9-й армии, которая в составе Юго-Западного, Южного и Северо-Кавказского фронтов отражала наступление превосходящих сил противника в Донбассе и большой излучине реки Дон. В конце июля был ранен.
После излечения в декабре 1942 года направлен на учёбу в Высшую военную академию им. К. Е. Ворошилова.
С января 1943 года — начальник штаба 38-й армии Воронежского фронта, которая участвовала в Воронежско-Касторненской и Харьковской наступательных операциях и освобождении городов Касторное, Тим, Обоянь.

Могила А. Г. Батюни на Братском кладбище Ростова-на-Дону.

С апреля 1943 года — начальник штаба 40-й армии Воронежского (с 20 октября 1-й Украинского) фронта. А. Г. Батюня принимал участие в разработке боевых действий войск армии в Белгородско-Харьковской наступательной операции, освобождении Левобережной Украины, при форсировании реки Днепр в районах населённых пунктов Стайки и Ржищев, а также захвате и удержании плацдармов на правом берегу Днепра.
С ноября 1943 — заместитель командующего 38-й армией 1-го Украинского фронта. Её войска особо отличились в Киевской наступательной и Киевской оборонительной, Житомирско-Бердичевской, Проскуровско-Черновицкой наступательных операциях, за что А. Г. Батюня был награждён орденом Богдана Хмельницкого 1-й степени и орденом Суворова 2-й степени. 17 ноября 1943 года А. Г. Батюне присвоено звание генерал-лейтенант.
С апреля 1944 года и до конца войны — начальник штаба 1-й гвардейской армии 1-го Украинского (с 5 августа 4-го Украинского) фронта. А. Г. Батюня обеспечил командарму бесперебойное управление соединениями армии в ходе Львовско-Сандомирской, Восточно-Карпатской, Западно-Карпатской и Пражской наступательных операций.
После войны на штабных и командных должностях: начальник штаба 40-й армии Одесского военного округа (1945—1946), начальник штаба Западно-Сибирского военного округа (1946—1947), начальник штаба — первый заместитель командующего войсками этого округа (1947—1950). В 1951 году окончил Высшие академические курсы при Высшей военной академии им. К. Е. Ворошилова. С августа 1951 года — начальник штаба — 1-й заместитель командующего войсками Донского военного округа. С ноября 1953 года начальник штаба — заместитель командующего войсками Северо-Кавказского военного округа. 18 февраля 1958 года А. Г. Батюне присвоено звание генерал-полковник. С февраля 1961 года в запасе.
Скончался 21 марта 1976 года в Ростове-на-Дону. Был похоронен на Братском кладбище.

## Награды
- Два ордена Ленина (23.10.1943, 21.02.1945)
- Четыре ордена Красного Знамени (1923, 06.11.1941, 03.11.1944, 20.06.1949)
- Орден Богдана Хмельницкого I степени (29.05.1944)
- Орден Суворова II степени (23.05.1945)
- Орден Кутузова II степени (25.08.1944)[1]
- Орден Отечественной войны I степени (27.08.1943)
- Медаль «За оборону Кавказа»
- Медаль «За победу над Германией в Великой Отечественной войне 1941—1945 гг.»
- Ряд других медалей СССР

Иностранные награды:
- Орден Заслуг Венгерской Народной Республики III степени (ВНР)
- Крест Храбрых (ПНР, 19.12.1968)
- Орден Белого льва I степени (ЧССР, 1946)
- Орден Красного Знамени (ЧССР)
- Медаль «Победы и Свободы» (ЧССР)
- Медаль «В память 20-летия Словацкого восстания 1944 года» (ЧССР, 1964)
- Медаль «30 лет освобождения Чехословакии Советской Армией» (ЧССР, 29.08.1974)

## Воинские звания
- майор - 17.02.1936;
- полковник - 16.08.1938;
- комбриг - 4.11.1939;
- генерал-майор - 9.11.1941;
- генерал-лейтенант - 17.11.1943;
- генерал-полковник - 18.02.1958.

## Сочинения
- Батюня А. Г. Боевые действия 48-го стрелкового корпуса в начальном периоде Великой Отечественной войны: воспоминания бывшего начальника штаба 48-го стрелкового корпуса генерал-лейтенанта Батюня А. Г. // Военно-исторический архив. — 2014. — № 12 (180). — С. 44—51.